# Game Developer (website)
Game Developer, anteriormente chamado de Gamasutra é um website fundado em 1997 para designers de jogos eletrônicos. Ela é propriedade e operada pela Think Services (formalmente CMP Media). Game Developer e seu time de editores ganhou o Webby Award em 2006 e 2007. O site funciona como a publicação online irmã da revista impressa Game Designer.

## Seções
Game Developer possui cinco seções principais: Notícias (News), onde os acontecimentos mais recentes aparecem; Destaque (Features), onde aparece os post mortems de desenvolvedores e seus ensaios; Blogs, onde usuários podem escrever sobre suas ideias e pontos de vista sobre vários tópicos; Trabalhos (Jobs), onde usuários podem se candidatar a vagas de emprego abertas e Contratos (Contractors), onde usuários podem se candidatar a trabalhos temporários. Os artigos podem ser filtrados tanto por tópico (Computador, Console, Smartphone etc.) quanto por categoria (programação, arte, áudio, design etc.).

## Game SetWatch
Game SetWatch foi um blog influencial da Gamasutra dedicado às notícias sobre jogos eletrônicos alternativos. Em novembro de 2011, eles entraram em um hiato por tempo indefinido pois suas notícias constantemente entravam em conflito com o site parceiro IndieGames, e também pois sentiram que os blogs maiores sobre jogos estavam cobrindo uma maior quantidade dos jogos "estranhos" e alternativos.